# SN 1981G
SN 1981G – supernowa typu Ia odkryta 2 czerwca 1981 roku w galaktyce NGC 4874. W momencie odkrycia miała maksymalną jasność 15,00m.